# Bythaelurus
Bythaelurus là một chi cá mập mèo trong họ Scyliorhinidae.

## Loài
- Bythaelurus alcockii (Garman, 1913)
- Bythaelurus canescens (Günther, 1878)
- Bythaelurus clevai (Séret, 1987)
- Bythaelurus dawsoni (S. Springer, 1971)
- Bythaelurus giddingsi McCosker, Long & C. C. Baldwin, 2012[1]: Cá nhám mèo Galápagos
- Bythaelurus hispidus (Alcock, 1891)
- Bythaelurus immaculatus (Y. T. Chu & Q. W. Meng, 1982): Cá nhám mèo không đốm
- Bythaelurus incanus Last & Stevens, 2008
- Bythaelurus lutarius (S. Springer & D'Aubrey, 1972)

## Hình ảnh

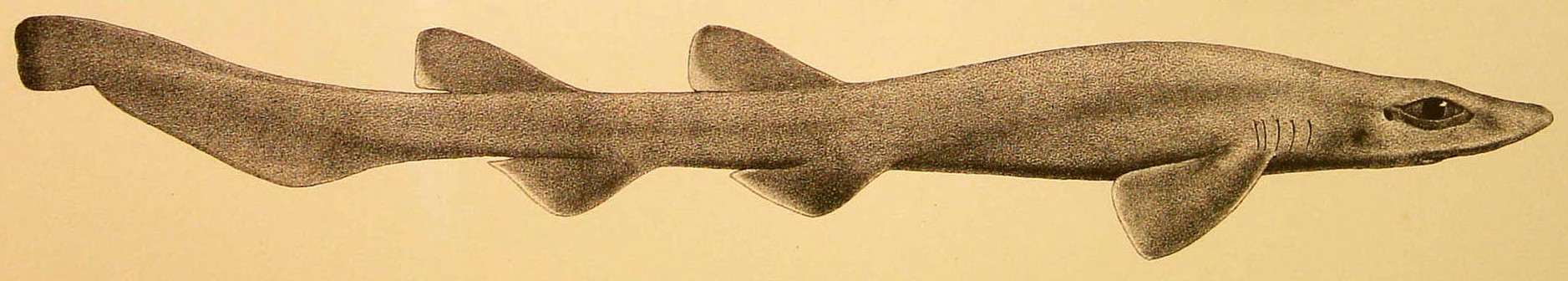